# Медики Чикаго
Медики Чикаго (англ. Chicago Med) — американський драматичний телесеріал, створений Діком Вульфом і Меттом Олмстедом. Прем'єра «Медиків Чикаго» відбулась на телеканалі NBC 17 листопада 2015 року.
11 грудня 2015 року після показу 4 серій з високим рейтингом NBC замовив ще п'ять епізодів, в результаті чого загальне число епізодів в першому сезоні буде 18.
Прем'єра п'ятого сезону відбулося 25 вересня 2019 року. 27 лютого 2020 року NBC продовжив телесеріал на шостий, сьомий і восьмий сезони. 10 квітня 2023 року NBC продовжив телесеріал на дев'ятий сезон. Прем'єра дев'ятого сезону відбудеться 17 січня 2024 року. 21 березня 2024 року телесеріал було продовжено на десятий сезон прем'єра якого відбулась 25 вересня 2024 року.

## Сюжет
Серіал розповідає про будні співробітників відділення швидкої допомоги лікарні в Чикаго, штат Іллінойс.

## Актори та персонажі
- Нік Гелфусс - доктор Вілл Голстед, колишній пластичний хірург, нині лікар у відділенні швидкої допомоги. Молодший брат Джея Холстеда (Джессі Лі Соффер) з серіалу «Поліція Чикаго».
- Яя Дакоста - Ейпріл Секстон (сезон 1—6), медсестра відділення швидкої допомоги, американка бразильського походження. У неї є молодший брат Ноа, студент-медик, який на третьому курсі починає працювати в лікарні. Подруга дитинства лейтенанта Келлі Северрайда з «Пожежних Чикаго».
- Торрі ДеВітто - доктор Наталі Меннінг (сезони 1—6, гостьова роль в 7 сезоні), педіатр з Сіетла, яка проходить практику в невідкладної допомоги в першому сезоні, а в п'ятому сезоні стає лікарем. Вдова, чоловік якої загинув у бою. У першому сезоні у неї народжується син Оуен.
- Рейчел Діпілло - доктор Сара Різ (сезони 1-3, гостьова роль: сезони 4, 10). Студентка четвертого курсу медичного факультету, яку не приваблює робота в швидкої допомоги, і вона планує стати патологоанатом. Після закінчення медичного коледжу вона передумує і проходить ординатуру по психіатрії. У прем'єрній серії четвертого сезону «Будь моєю найкращою половинкою» вона переходить з «Чикаго Мед» в Бейлор після того, як доктор Даніель Чарльз дізнається, що її батько підозрюється в серійних вбивствах, і у них відбувається конфлікт.
- Колін Доннелл - доктор Коннор Роудс (сезони 1-5), кардіоторакального хірургу з Чикаго, який провів деякий час в Ер-Ріяд. У першому сезоні він працює травматологом, але перемикається на кардиоторакального хірургію У прем'єрі п'ятого сезону «Ніколи не повертаючись до нормального життя» він залишає Chicago Med після смерті свого батька Корнеліуса і самогубства своєї суперниці і колишньої подруги доктора Ави Беккер, яка вбила Корнеліуса.
- Брайан Ті - доктор Ітан Чой, резервіст Військово-морських сил США, головний ординатор відділення швидкої допомоги, спеціалізується на інфекційних захворюваннях. Повернувся в США після служби на авіаносці USS Carl Vinson в якості медичного офіцера.
- Епата Меркерсон - Шерон Гудвін, колишня операційна медсестра, нині очільниця служби пацієнтів і медичних послуг (головний адміністратор) медичного центру Gaffney Chicago.
- Олівер Платт - доктор Деніел Чарльз, глава відділення психіатрії, який допомагає іншим лікарям справлятися з психологічними аспектами або важкими пацієнтами. Він є випускником Пенсільванського університету.
- Марлайн Барретт - Меггі Локквуд, старша медсестра відділення швидкої допомоги, яка не боїться висловлювати свою думку, коли справа доходить до навчання ординаторів. У п'ятому сезоні у неї діагностують рак молочної залози з метастазами.
- Норма Кулінг - доктор Ава Беккер (повторювана роль у другому сезоні, основна роль в сезоні 3-5), хірург-травматолог з Південної Африки. Вона змагається з доктором Коннором Роудсом на професійній основі, і в кінцевому підсумку їх суперництво переростає в романтичні відносини, які закінчуються після того, як батько Коннора стверджує, що Ава спокусила і спала з ним, щоб переконати його фінансувати гібридне операційне відділення Коннора. У фінальній серії четвертого сезону «З відважним серцем» Коннор відкидає її спроби примирення, а потім підозрює, що вона вбила його батька. У прем'єрній серії п'ятого сезону «Ніколи не повернуся в норму» вона кінчає життя самогубством після того, як зізнається, що вбила батька Коннора в прагненні повернути його назад.
- Домінік Рейнс - доктор Крокет Марсель новий травматолог.
- Стівен Вебер - доктор Дін Арчер, досвідчений лікар швидкої допомоги та колишній наставник доктора Ітана Чоя.
- Гай Локард - доктор Ділан Скотт, нового педіатра ED. Він колишній поліцейський Чикаго, який змінив кар'єру на медицину.
- Крістен Гагер — доктор Стіві Хаммер новий лікуючий лікар, який має минуле з доктором Віллом Холстедом.

## Список сезонів
| Сезон | Сезон | Епізоди      | Оригінальна дата показу | Оригінальна дата показу |
| Сезон | Сезон | Епізоди      | Прем'єра сезону         | Фінал сезону            |
| ----- | ----- | ------------ | ----------------------- | ----------------------- |
|       | 1     | 18           | 17 листопада 2015       | 17 травня 2016          |
|       | 2     | 23           | 23 вересня 2016         | 11 травня 2017          |
|       | 3     | 20           | 21 листопада 2017       | 15 травня 2018          |
|       | 4     | 22           | 26 вересня 2018         | 22 травня 2019          |
|       | 5     | 20           | 25 вересня 2019         | 15 квітня 2020          |
|       | 6     | 16           | 11 листопада 2020       | 26 травня 2021          |
|       | 7     | 22           | 22 вересня 2021         | 25 травня 2022          |
|       | 8     | 22           | 21 вересня 2022         | 24 травня 2023          |
|       | 9     | 13           | 17 січня 2024           | 22 травня 2024          |
|       | 10    | В очікуванні | 25 вересня 2024         | В очікуванні            |

## Виробництво
16 січня 2015 року було оголошено, що NBC вирішив запустити третій серіал в рамках франшизи виробництва Діка Вульфа «Пожежні Чикаго» та «Поліція Чикаго» - «Медики Чикаго». Пілотний епізод проекту був показаний в рамках третього сезону «Пожежні Чикаго» як дев'ятнадцятий епізод «I Am the Apocalypse», що транслювався 7 квітня 2015 року.
На основні ролі у вбудованому пілота було запрошено п'ять акторів. 16 січня 2015 року Нік Гелфусс став першим актором, затвердженим на участь в проекті: він отримав роль брата Джея Холстеда з «Поліції Чикаго». 9 лютого Яя Дакоста підписалася грати роль молодої медсестри і головної героїні в спін-офф. 13 лютого лауреат «Еммі» С. Епата Меркерсон і ветеран інший франшизи NBC «Закон і порядок» була запрошена на роль глави лікарні. 20 лютого було оголошено, що Лорі Холден буде грати роль жорсткого і безстрашного хірурга. Три дні по тому Олівер Платт став останнім доповненням до пілота, отримавши роль психіатра.
1 травня 2015 року NBC замовив зйомки першого сезону серіалу для трансляції в телесезоні 2015/16 років. Після цього було оголошено, що серіал стартує в середині сезону, за аналогією з «Поліція Чикаго». Кастинг на основні ролі продовжився в травні 2015 року. 30 травня Колін Доннелл приєднався до шоу в регулярній ролі. 5 червня було оголошено, що серіал перемістився в розкладі з середини сезону на вересень, змінюючи відкладену новинку Heartbreaker в Дев'ятигодинний слоті вівторка, після The Voice.
12 серпня 2015 року було оголошено, що Холден вирішила покинути серіал після зйомок пілотного епізоду з особистих причин. Рекастінга, однак, не буде, але в проект планується додати ще три жіночих персонажа. Слідом було оголошено, що одну з цих трьох ролей отримала Торрі ДеВітто. Рейчел Діпіло пізніше отримала другу роль. 8 вересня Марлайн Барретт отримала третю жіночу роль, граючи нахабного і зухвалого доктора.
11 грудня 2015 року після показу 4 серій з високим рейтингом NBC замовив ще п'ять епізодів, в результаті чого загальне число епізодів в першому сезоні буде 18 [22].